# Kosaku Matsumora
Kosaku Matsumora (1829 - 1898) was een Okinawaanse karatemeester. Hij leerde de karatestijl Tomari-te onder Karyu Uku (ook bekend als Giko Uku) en Kishin Teruya. Ook leerde hij de zwaardvechtkunst Jigen-ryu. Onder Matsumora's leerlingen, die zelf ook leerlingen in latere generaties onderwezen, waren Choki Motobu en Chotoku Kyan.

## Levensloop
Kosaku Matsumora was een vooraanstaand krijger van het westen van het dorp Tomari. Zijn familie was een indirecte afstammeling van de eerste koning Sho. Als zodanig behoorde hij tot de Shizoku, een Okinawaanse  krijgersklasse vergelijkbaar met de Japanse samoerai. Als kind studeerde hij de Chinese literatuur en Confucianisme op de Tomari School voor jonge mannen van adellijke families. Matsumora was kort in lengte, maar met brede schouders en een grote borstomvang.
In zijn jeugd trainde Matsumora eerst drie jaar karate onder meester Karyu Uku. De nadruk van zijn training lag op het ontwikkelen van een sterke basis, het leren gebruiken van zijn benen voor mobiliteit en de heupen om kracht te genereren. Meester Uku leerde Matsumora de kata Naihanchi.
Matsumora trainde daarna under meester Kishin Teruya. Hij leerde de kata's Passai en Wanshu van deze meester. Meester Teruya was zo onder de indruk van Matsumora, dat hij hem uitnodigde om bij het familiegraf te komen trainen. Dit was de grootste eer dat een jonge man kon krijgen, omdat in die tijd Karate erg laat in de nacht in het diepste geheim beoefend werd. Betrapt worden bij het oefenen, betekende de doodstraf. Bij de trainingen bij het familiegraf leerde Teruya aan Matsumora pas de bunkai (toepassing) van de technieken in de kata's.
Matsumora heeft daarnaast ook les gekregen van de Chinese meester Annan. Annan was een handelaar (maar volgens sommige bronnen een piraat) uit Zuid-China, die schipbreuk had geleden bij de kust van Okinawa en zich ophield bij een begraafplaats in het heuvelachtig grottengebied nabij Tomari. Van Annan leerde Matsumora de kata Chinto.
Matsumora was goed bevriend met zijn tijdgenoot Kokan Oyadomari, die net als hem een leerling was geweest van de meesters Karyu Uku, Kishin Teruya en Annan. Samen met Kokan Oyadomari en Giei Yamada behoorde Matsumora tot de drie belangrijkste karateleraren van de Tomari-te stijl.
Matsumora is bekend als de meester die Chotoku Kyan de kata Chinto leerde (zijn eigen versie, niet te verwarren met Sokon Matsumura's versie van dezelfde kata). Een andere leerling van Matsumora, genaamd Maeda Pechin, leerde Kyan de kata Wanshu.
Volgens het officiële verhaal van de latere karatemeester Shoshin Nagamine, werd Kosaku Matsumora beroemd, doordat hij op de leeftijd van 20 jaar een zwaard stal uit de handen van een boze opperheer uit de Satsuma. Bij deze actie haalde Matsumora vanuit zijn kledingstuk een natte handdoek tevoorschijn, waarvan hij de gewoonte had gemaakt om die verborgen in zijn kleding te dragen. Daarna sloeg Matsumora de verbaasde samoerai met de natte handdoek en greep zijn zwaard. Bij deze actie verloor Matsumora een duim. Hij gooide daarna de duim en het zwaard in de nabijgelegen Asato rivier. Deze gebeurtenis was zo vernederend voor de gehate Japanse opperheren, dat Matsumora voor de Okinawanen een volksheld werd.